# Паскуале Паоли
Филипо Антонио Паскуале де Паоли (на италиански: Filippo Antonio Pasquale de' Paoli, на френски: Pascal Paoli, Паскал Паоли; 6 април 1725 – 5 февруари 1807) е корсикански патриот, държавник и военен лидер, който е сред водачите на съпротивителните движения срещу генуезкото и по-късно френското управление на острова Корсика. Той става президент на Изпълнителния съвет на Общата диета на народа на Корсика, а също така проектира и написва Конституцията на държавата.
Корсиканската република е била представителна демокрация, според която избраният парламент на корсиканските представители няма господар. Паоли получава поста си след избори, а не по назначение. Това го прави главнокомандващ на въоръжените сили, както и главен магистрат. Правителството на Паоли заявява същата юрисдикция като на Генуезкатаа република. По отношение на фактическото упражняване на властта, генуезците държат крайбрежните градове, които защитават чрез своите цитадели, но корсиканската република контролира останалата част от острова от Корте, неговата столица.

### Президент на Република Корсика
През ноември 1755 г. народът на Корсика ратифицира конституция, която провъзгласява Корсика за суверенна нация, независима от Република Генуа. Това е първата конституция, написана според принципите на Просвещението. Новият президент и автор на конституцията се заема с изграждането на модерна държава; например, той основава университет в Корте.

### Френска инвазия
Виждайки, че на практика са загубили контрол над Корсика, Генуа реагира, като продава Корсика на французите чрез таен договор през 1764 г. и позволява на войските на Дженовезе да бъдат тайно заменени от френски. Когато всичко е готово през 1768 г., французите публично обявяват съюза на Корсика с Франция и пристъпват към реконкиста. Паоли води партизанска война от планините, но през 1769 г. е победен в битката при Понте Нову от значително превъзхождащи сили и намира убежище в Англия. Корсика официално става френска провинция през 1770 г.